# デヴィッド・ボウイ (アルバム)
『デヴィッド・ボウイ』（原題：David Bowie）は、デヴィッド・ボウイの第1作アルバム。別名「Love You Till Tuesday（ラヴ・ユー・ティル・チューズデイ）」とも呼ばれる。

## 背景
デッカ・レコードが前衛的なロックの門戸として設立したデラム・レコードと新たに契約を結び、1966年12月にシングル「ラバー・バンド / ロンドン・ボーイズ」、1967年4月にセカンド・シングル「ラフィング・ノーム / ゴスペル・アコーディング・トゥ・トニー・デイ」、そしてその約2か月後に本作『デヴィッド・ボウイ』が発表された。
翌月にサード・シングル「愛は火曜日まで / ディドゥ・ユー・エヴァー・ハヴ・ア・ドリーム」も発表されたが、いずれも鳴かず飛ばずに終わり、当時の3枚出して駄目なら解雇という風潮にも遭い、ボウイのデラム・レコードの時代は終わった。
全体的に安定した作りだが、突出した部分も無く、発売当時は全く話題にならなかった。また、本作品の楽曲が後に演奏されることはほとんど無く、1990年にEMI（米国ではRYKO）より過去の作品が再リリースされた際も、本作品は含まれていなかった。

## 録音
プロデューサーは、デッカ傘下にてパーダ・レーベルを主宰し、フリートウッド・マックやジョン・メイオールなどを手掛けていたマイク・ヴァーノンが担当。レコーディング・エンジニアは、マイクの助手であり後にエルトン・ジョンのプロデューサーとして知られるガス・ダッジョンが担当している。
本作のためのセッションは1966年11月14日から1967年2月25日までの内の8回（8日）行われており、全17曲が録音されている。その内の6回分のセッションの14曲が本作に収録されており、残りの2回分はシングル用の音源として使用された。

## 音楽性
当時のマネージャーであったケネス・ピットのアイデアで、当時イギリスを訪れ話題を呼んでいたボブ・ディランのようなフォークシンガーのイメージで売り出す事となり、シンガーソングライターのスタイルを求められた。全曲がボウイによる作詞・作曲となっており、マネージャーが意図していたボブ・ディランのイメージよりは、ポップなアプローチのサウンドとなっている。　
本作に収録された先行シングル曲の「ラバー・バンド」はシングルとは別のバージョンとなっており、後にシングルカットされた「愛は火曜日まで」もアルバムでは鉄琴入りの音源となっているが、シングルでは鉄琴のない別バージョンとなっている。また、「墓掘り人」は1966年10月18日にシングル「ラバー・バンド」と同時に録音されていたが、本作に収録される際に新たに録音し直されている。さらに、「僕の夢がかなう時」も未発売となったが後にシングル化が検討されていたため別バージョンが存在する。

## リリース
1967年6月1日にデラム・レコードよりLPレコードで発表された。
その後、1997年にデッカ・レコードから『David Bowie: The Deram Anthology 1966-68』と題した編集盤で、本作の楽曲に加え、前述のシングル曲と未発表の音源を網羅したアルバムが発売されている。さらに、2010年2月24日には「デラックス・エディション」として、当時の未発表音源を加え2枚組にした作品がユニバーサル・レコードよりリリースされている。

## アートワーク
当時のマネージャーであったケネス・ピットの発案により、本作の曲を収録したフィルム作品『Love You Till Tuesday』が制作されており、さらにそのサウンドトラックも制作されている。サウンドトラックには、後にリリースすることとなる「スペイス・オディティ」のオリジナル・バージョンも収録されている。

## 収録曲

### オリジナル盤
| 全作詞・作曲: デヴィッド・ボウイ、全編曲: デック・ファーンリー、デヴィッド・ボウイ。 |                                                        |                    |                    |      |
| #                                                                                    | タイトル                                               | 作詞               | 作曲・編曲         | 時間 |
| 1.                                                                                   | 「アンクル・アーサー」(Uncle Arthur)                   | デヴィッド・ボウイ | デヴィッド・ボウイ | 2:07 |
| 2.                                                                                   | 「セル・ミー・ア・コート」(Sell Me a Coat)             | デヴィッド・ボウイ | デヴィッド・ボウイ | 2:58 |
| 3.                                                                                   | 「ラバー・バンド」(Rubber Band - Version 2)            | デヴィッド・ボウイ | デヴィッド・ボウイ | 2:17 |
| 4.                                                                                   | 「愛は火曜日まで」(Love You Till Tuesday)              | デヴィッド・ボウイ | デヴィッド・ボウイ | 3:09 |
| 5.                                                                                   | 「幸福の国」(There Is a Happy Land)                    | デヴィッド・ボウイ | デヴィッド・ボウイ | 3:11 |
| 6.                                                                                   | 「ウイ・アー・ハングリー・メン」(We Are Hungry Men)    | デヴィッド・ボウイ | デヴィッド・ボウイ | 2:59 |
| 7.                                                                                   | 「僕の夢がかなう時」(When I Live My Dream - Version 1) | デヴィッド・ボウイ | デヴィッド・ボウイ | 3:22 |

| #         | タイトル                                                             | 作詞  | 作曲・編曲 | 時間 |
| --------- | -------------------------------------------------------------------- | ----- | ---------- | ---- |
| 8.        | 「哀れな砲撃手」(Little Bombardier)                                  |       |            | 3:23 |
| 9.        | 「愚かな少年」(Silly Boy Blue)                                       |       |            | 4:36 |
| 10.       | 「マーケット・スクエアの玩具売り」(Come and Buy My Toys)             |       |            | 2:07 |
| 11.       | 「仲間になれば」(Join the Gang)                                      |       |            | 2:17 |
| 12.       | 「勲章をもらった女」(She's Got Medals)                               |       |            | 2:23 |
| 13.       | 「ボンド・ストリートの娘達」(Maid of Bond Street)                    |       |            | 1:43 |
| 14.       | 「グレイヴディガー（墓掘り人）」(Please Mr. Gravedigger - Version 2) |       |            | 2:35 |
| 合計時間: | 合計時間:                                                            | 39:17 |            |      |

### デラックス・エディション（2010年盤）
| #   | タイトル                                                                                            | 作詞 | 作曲・編曲 | 時間 |
| --- | --------------------------------------------------------------------------------------------------- | ---- | ---------- | ---- |
| 1.  | 「アンクル・アーサー（ステレオ・ヴァージョン）」(Uncle Arthur (Stereo Version))                     |      |            | 2:07 |
| 2.  | 「セル・ミー・ア・コート（ステレオ・ヴァージョン）」(Sell Me a Coat (Stereo Version))               |      |            | 2:58 |
| 3.  | 「ラバー・バンド（ステレオ・ヴァージョン）」(Rubber Band (Stereo Version))                          |      |            | 2:17 |
| 4.  | 「愛は火曜まで（ステレオ・ヴァージョン）」(Love You Till Tuesday (Stereo Version))                  |      |            | 3:09 |
| 5.  | 「幸福の国（ステレオ・ヴァージョン）」(There Is a Happy Land (Stereo Version))                      |      |            | 3:11 |
| 6.  | 「ウィ・アー・ハングリー・メン（ステレオ・ヴァージョン）」(We Are Hungry Men (Stereo Version))      |      |            | 2:59 |
| 7.  | 「僕の夢がかなう時（ステレオ・ヴァージョン）」(When I Live My Dream (Stereo Version))               |      |            | 3:22 |
| 8.  | 「哀れな砲撃手（ステレオ・ヴァージョン）」(Little Bombardier (Stereo Version))                      |      |            | 3:23 |
| 9.  | 「愚かな少年（ステレオ・ヴァージョン）」(Silly Boy Blue (Stereo Version))                           |      |            | 4:36 |
| 10. | 「マーケット・スクエアの玩具売り（ステレオ・ヴァージョン）」(Come and Buy My Toys (Stereo Version)) |      |            | 2:07 |
| 11. | 「仲間になれば（ステレオ・ヴァージョン）」(Join the Gang (Stereo Version))                          |      |            | 2:17 |
| 12. | 「勲章をもらった女（ステレオ・ヴァージョン）」(She's Got Medals (Stereo Version))                   |      |            | 2:23 |
| 13. | 「ボンド・ストリートの娘達（ステレオ・ヴァージョン）」(Maid of Bond Street (Stereo Version))        |      |            | 1:43 |
| 14. | 「グレイヴディガー（墓掘り人）（ステレオ・ヴァージョン）」(Please Mr. Gravedigger (Stereo Version)) |      |            | 2:35 |
| 15. | 「アンクル・アーサー（モノ・ヴァージョン）」(Uncle Arthur (Mono Version))                           |      |            | 2:07 |
| 16. | 「セル・ミー・ア・コート（モノ・ヴァージョン）」(Sell Me a Coat (Mono Version))                     |      |            | 2:58 |
| 17. | 「ラバー・バンド（モノ・ヴァージョン）」(Rubber Band (Mono Version))                                |      |            | 2:17 |
| 18. | 「愛は火曜まで（モノ・ヴァージョン）」(Love You Till Tuesday (Mono Version))                        |      |            | 3:09 |
| 19. | 「幸福の国（モノ・ヴァージョン）」(There Is a Happy Land (Mono Version))                            |      |            | 3:11 |
| 20. | 「ウィ・アー・ハングリー・メン（モノ・ヴァージョン）」(We Are Hungry Men (Mono Version))            |      |            | 2:59 |
| 21. | 「僕の夢がかなう時（モノ・ヴァージョン）」(When I Live My Dream (Mono Version))                     |      |            | 3:22 |
| 22. | 「哀れな砲撃手（モノ・ヴァージョン）」(Little Bombardier (Mono Version))                            |      |            | 3:23 |
| 23. | 「愚かな少年（モノ・ヴァージョン）」(Silly Boy Blue (Mono Version))                                 |      |            | 4:36 |
| 24. | 「マーケット・スクエアの玩具売り（モノ・ヴァージョン）」(Come and Buy My Toys (Mono Version))       |      |            | 2:07 |
| 25. | 「仲間になれば（モノ・ヴァージョン）」(Join the Gang (Mono Version))                                |      |            | 2:17 |
| 26. | 「勲章をもらった女（モノ・ヴァージョン）」(She's Got Medals (Mono Version))                         |      |            | 2:23 |
| 27. | 「ボンド・ストリートの娘達（モノ・ヴァージョン）」(Maid of Bond Street (Mono Version))              |      |            | 1:43 |
| 28. | 「グレイヴディガー（墓掘り人）（モノ・ヴァージョン）」(Please Mr. Gravedigger (Mono Version))       |      |            | 2:35 |

| #   | タイトル | 作詞 | 作曲・編曲 | 時間 |
| --- | --- | ---- | ---------- | ---- |
| 1.  | 「ラバー・バンド（モノ・シングルA面）」(Rubber Band – Mono Single A-side)                                                                                         |      |            | 2:01 |
| 2.  | 「ロンドン・ボーイズ（モノ・シングルB面）」(The London Boys – Mono Single B-side)                                                                                 |      |            | 3:19 |
| 3.  | 「ラフィング・ノーム（モノ・シングルB面）」(The Laughing Gnome – Mono Single A-side)                                                                              |      |            | 2:56 |
| 4.  | 「ゴスペル・アコーディング・トゥ・トニー・デイ（モノ・シングルB面）」(The Gospel According To Tony Day – Mono Single B-side)                                      |      |            | 2:46 |
| 5.  | 「愛は火曜まで（モノ・シングルA面）」(Love You Till Tuesday – Mono Single A-side)                                                                                 |      |            | 2:59 |
| 6.  | 「ディド・ユー・エヴァー・ハヴ・ア・ドリーム（モノ・シングルB面）」(Did You Ever Have A Dream – Mono Single B-side)                                               |      |            | 2:06 |
| 7.  | 「僕の夢がかなう時（モノ・シングル・マスター）」(When I Live My Dream – Mono Single master)                                                                       |      |            | 3:49 |
| 8.  | 「レット・ミー・スリープ・ビサイド・ユー（モノ・シングル・マスター）」(Let Me Sleep Beside You – Mono Single master)                                              |      |            | 3:24 |
| 9.  | 「カーマ・マン（モノ・デッカ・マスター）」(Karma Man – Mono Decca master)                                                                                         |      |            | 3:03 |
| 10. | 「ロンドン・バイ・タ・タ（モノ・デッカ・マスター、未発表）」(London Bye Ta-Ta – Mono Decca master (Previously Unreleased))                                        |      |            | 2:36 |
| 11. | 「イン・ザ・ヒート・オブ・ザ・モーニング（モノ・デッカ・マスター）」(In The Heat of the Morning – Mono Decca master)                                              |      |            | 2:44 |
| 12. | 「ラフィング・ノーム（ニュー・ステレオ・ミックス、未発表）」(The Laughing Gnome" – New Stereo mix (Previously Unreleased))                                        |      |            | 2:59 |
| 13. | 「ゴスペル・アコーディング・トゥ・トニー・デイ（ニュー・ステレオ・ミックス、未発表）」(The Gospel According To Tony Day – New Stereo mix (Previously Unreleased)) |      |            | 2:49 |
| 14. | 「ディド・ユー・エヴァー・ハヴ・ア・ドリーム（ニュー・ステレオ・ミックス、未発表）」(Did You Ever Have A Dream – New Stereo mix (Previously Unreleased))          |      |            | 2:05 |
| 15. | 「レット・ミー・スリープ・ビサイド・ユー（ステレオ・シングル・ヴァージョン、未発表）」(Let Me Sleep Beside You" – Stereo single version (Previously Unreleased))  |      |            | 3:20 |
| 16. | 「カーマ・マン（ニュー・ステレオ・ミックス、未発表）」(Karma Man" – New Stereo version (Previously Unreleased))                                                   |      |            | 3:03 |
| 17. | 「イン・ザ・ヒート・オブ・ザ・モーニング（ステレオ・ミックス）」(In The Heat of the Morning" – Stereo mix)                                                        |      |            | 2:58 |
| 18. | 「僕が5才の時」(When I'm Five) |      |            | 3:05 |
| 19. | 「チンガ・リング（フル・レンス・ステレオ・ミックス、未発表）」(Ching-A-Ling" – Full Length Stereo mix (Previously Unreleased))                                    |      |            | 2:48 |
| 20. | 「セル・ミー・ア・コート（1969年再録音ヴァージョン）」(Sell Me A Coat" – 1969 Re-recorded version)                                                                |      |            | 2:58 |
| 21. | 「愛は火曜まで（BBCヴァージョン、未発表）」(Love You Till - Tuesday BBC version (Previously Unreleased))                                                          |      |            | 2:56 |
| 22. | 「僕の夢がかなう時（BBCヴァージョン、未発表）」(When I Live My Dream" - BBC version (Previously Unreleased))                                                      |      |            | 3:33 |
| 23. | 「哀れな砲撃手（BBCヴァージョン、未発表）」(Little Bombardier" - BBC version (Previously Unreleased))                                                             |      |            | 3:25 |
| 24. | 「愚かな少年（BBCヴァージョン、未発表）」(Silly Boy Blue - BBC version (Previously Unreleased))                                                                   |      |            | 3:22 |
| 25. | 「イン・ザ・ヒート・オブ・ザ・モーニング（BBCヴァージョン、未発表）」(In The Heat of the Morning - BBC version (Previously Unreleased))                           |      |            | 4:16 |

## スタッフ・クレジット

### 参加ミュージシャン
- デヴィッド・ボウイ - ボーカル、ギター
- デック・ファーンリー - ベース
- デレク・ボイエス - オルガン
- ジョン・イーガー - ドラムス

### スタッフ
- マイク・ヴァーノン - プロデューサー
- ガス・ダッジョン - レコーディング・エンジニア
- ジェラルド・ファーンリー - 写真撮影

## リリース履歴
| No. | 日付          | 国名           | レーベル                               | 規格                          | 規格品番                      | 最高順位 | 備考                                                |
| --- | ------------- | -------------- | -------------------------------------- | ----------------------------- | ----------------------------- | -------- | --------------------------------------------------- |
| 1   | 1967年6月1日  | イギリス       | デラム・レコード                       | LP（ステレオ） LP（モノラル） | SML 1007 DML 1007             | -        |                                                     |
| 2   | 1968年4月20日 | アメリカ合衆国 | デラム・レコード                       | LP                            | DES 18003                     | -        |                                                     |
| 3   | 1981年        | フランス       | デラム・レコード                       | LP                            | 291029                        | -        |                                                     |
| 4   | 1983年        | ドイツ         | London Records                         | CD                            | 800 087-2                     | -        |                                                     |
| 5   | 1983年        | アメリカ合衆国 | デラム・レコード                       | CD                            | 800 087-2                     | -        |                                                     |
| 6   | 1984年        | ヨーロッパ     | デラム・レコード                       | LP                            | DOA 1 800 087-1               | -        |                                                     |
| 7   | 1988年        | アメリカ合衆国 | デラム・レコード                       | CD                            | 800 087-2                     | -        |                                                     |
| 8   | 1989年6月1日  | 日本           | デラム・レコード／ポリドール・レコード | CD                            | P25L-25027                    | -        |                                                     |
| 9   | 1991年        | スペイン       | デラム・レコード Jazz Y Rock           | CD                            | 844 090-2 DF038-2             | -        |                                                     |
| 10  | 1998年        | アメリカ合衆国 | Rebound Records                        | CD CT                         | 314 520 515-2 314 520 515-4   | -        |                                                     |
| 11  | 2010年1月25日 | ヨーロッパ     | ユニバーサル・レコード                 | CD（DX版） CD（通常版） LP    | 531 792-5 532 908-6 532 760-1 | -        | デラックス・エディション、通常版、LP版の3種類で発売 |
| 12  | 2010年2月24日 | 日本           | ユニバーサル・レコード                 | CD                            | UICY 94402〜3                 | -        | デラックス・エディション                            |